# Cobham Aviation Services Australia
Cobham Aviation Services Australia (ранее известная, как National Jet Systems), — австралийская авиакомпания со штаб-квартирой в Аделаиде (Южная Австралия), работающая в сфере регулярных и чартерных грузовых и пассажирских перевозок по всему континенту, а также предоставляющая услуги в области «мокрого» лизинга (аренда воздушных судов вместе с экипажами) другим региональным авиакомпаниям страны.
Cobham Aviation работает по контрактам с австралийскими авиакомпаниями Qantas Airways, Australian air Express и Santos, выполняя коммерческие рейсы по долгосрочным соглашениям под флагами этих авиакомпаний, и обеспечивает воздушное сообщение с удалёными точками присутствия горнодобывающих компаний FIFO.
Портом приписки Cobham Aviation и её главным транзитным узлом (хабом) является аэропорт Аделаиды, в качестве дополнительных хабов авиакомпания использует международный аэропорт Дарвин, международный аэропорт Кэрнс и аэропорт Перт.
Cobham Aviation является одной из трёх основных компаний, работающих под брендом региональных перевозок QantasLink флагманской авиакомпании Австралии Qantas Airways.

## История

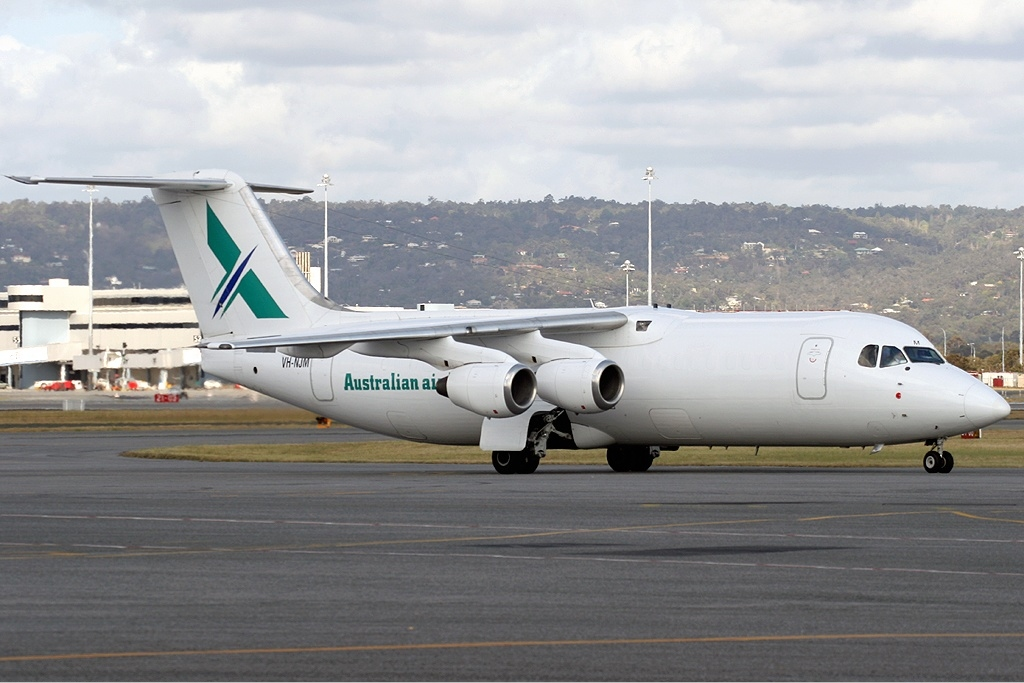
Грузовой British Aerospace BAe 146-300QT авиакомпании NJS под брендом Australian air Express

Авиакомпания National Jet Systems (NJS) была образована в 1989 году и начала операционную деятельность 1 июля следующего года. Некоторое время спустя компания запустила регулярные рейсы на самолётах BAe 146 под брендом «Airlink» австралийской авиакомпании Australian Airlines, маршрутная сеть при этом распространялась главным образом на основные туристические направления в аэропорты северной части Австралии. После перехода Autralian Airlines под контроль флагмана Qantas Airways National Jet Systems продолжила работу на тех же маршрутах под флагом нового владельца. В 2005 году флот авиакомпании пополнился самолётами Boeing 717, и в том же году часть лайнеров NJS была перекрашена в ливрею бренда региональных перевозок QantasLink.
National Jet Systems принадлежит британской компании Cobham plc, собственностью которой является ещё одна авиакомпания National Jet Express, работающая под торговой маркой Jetex на рынке регулярных грузовых перевозок Австралии по долгосрочному контракту с Australian air Express. Флот Jetex составляют три самолёта BAe-146 в грузовой конфигурации, рейсы выполняются из сиднейского аэропорта в ночное время в связи с временны́ми ограничениями, действующими в данном аэропорте.
National Jet Systems владеет двумя дочерними авиакомпаниями, Surveillance Australia и Fleet Support. Первая работает по контракту с пограничной службой Австралии, вторая согласно договору с Королевским австралийским военно-морским флотом занималась обслуживанием и эксплуатацией беспилотных летательных аппаратов вплоть до расторжения договора в 1996 году и перезаключением его с другой компанией Pel-Air.
В начале 2009 года по инициативе своего британского владельца авиакомпания изменила собственное название на Cobham Aviation Services Australia (Cobham).

## Маршрутная сеть

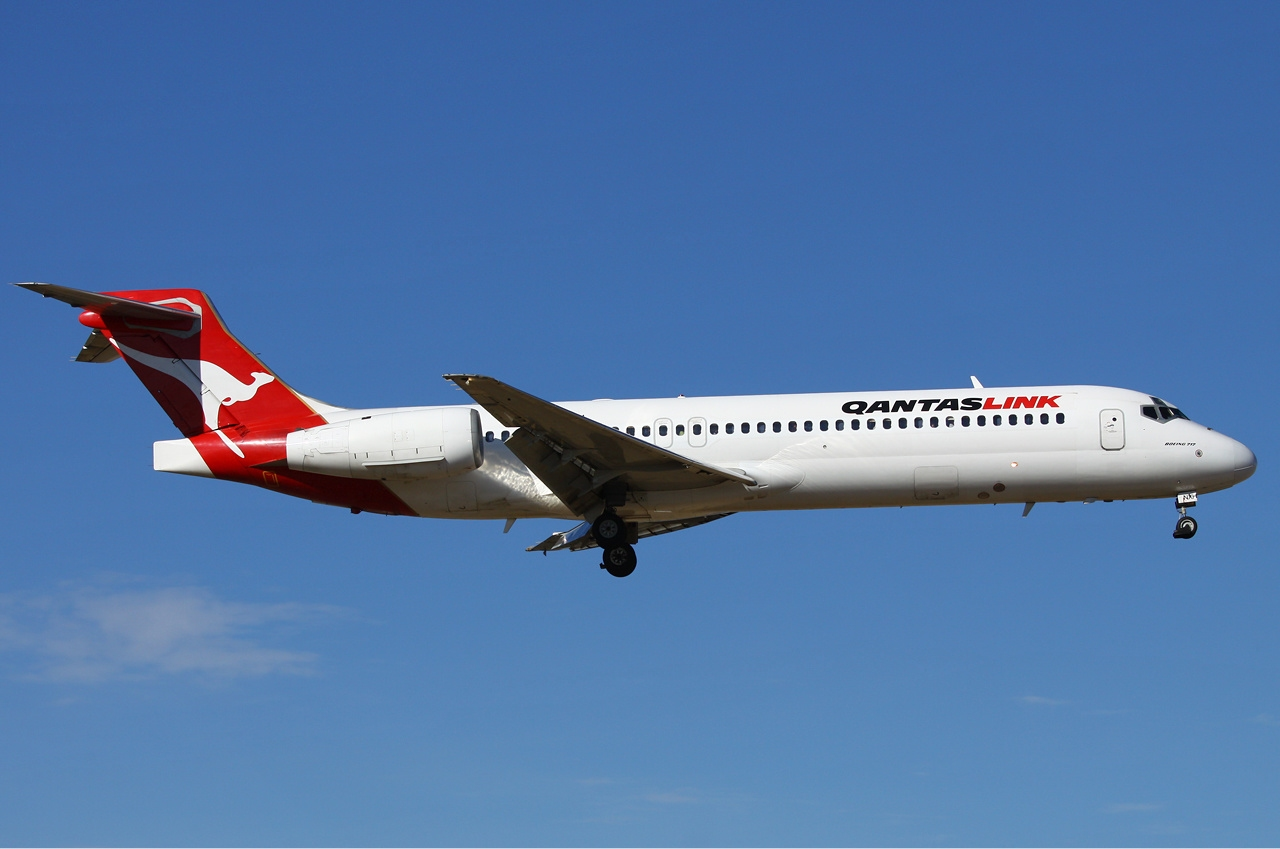
Boeing 717 Cobham под флагом QantasLink

Маршрутная сеть регулярных перевозок авиакомпании Cobham Aviation Services Australia охватывает следующие пункты назначения
Под собственным флагом:
- Квинсленд
  - Боллера — аэропорт Боллера
  - Брисбен — аэропорт Брисбена[10]
  - Кэрнс — международный аэропорт Кэрнс
- Южная Австралия
  - Аделаида — аэропорт Аделаиды
  - Мумба — аэропорт Мумба
- Западная Австралия
  - Лирмонт — аэропорт Лирмонт
  - Перт — аэропорт Перта
  - Остров Барроу
  - Муррин-Муррин
  - Кэмбэлда
  - Баримунья
  - Кундеванна

Внутренние регулярные маршруты под брендомQantasLink:
- Северная территория
  - Алис-Спрингс — аэропорт Алис-Спрингс
  - Дарвин — международный аэропорт Дарвин
  - Нулунбай — аэропорт Нулунбай
  - Улуру — аэропорт Эйерс-Рок
- Квинсленд
  - Кэрнс — международный аэропорт Кэрнс
- Южная Австралия
  - Аделаида — аэропорт Аделаиды
- Западная Австралия
  - Лирмонт — аэропорт Лирмонт
  - Перт — аэропорт Перт
  - Каррата — аэропорт Каррата
  - Брум — международный аэропорт Брум
  - Порт-Хэдленд — аэропорт Порт-Хэдленд
  - Парабурду — аэропорт Парабурду
  - Калгурли — аэропорт Калгурли Болдер
  - Ньюмен — аэропорт Ньюмен

## Флот
По состоянию на март 2011 года воздушный флот авиакомпании Cobham ASA составляли следующие самолёты:
- Avro RJ70 — 1 ед.
- Avro RJ100 — 5 ед.
- BAe 146—100 — 3 ед.
- BAe 146-100QT — 1 ед. (принадлежит Cobham ASA, работает на грузовых маршрутах в авиакомпании Jetex)
- BAe 146—200 — 3 ед.
- BAe 146—300 — 3 ед.
- BAe 146-300QT — 2 ед. (принадлежит Cobham ASA, работает на грузовых маршрутах в авиакомпании Jetex)
- Boeing 717—200 — 11 ед. (эксплуатируются под брендом региональных перевозок QantasLink)
- de Havilland Canada DHC-8-103 — 1 ед.
- de Havilland Canada DHC-8-315 — 1 ед.